# Szinukleinopátia
A szinukleinopátiák (más néven α-synucleinopathiák) neurodegeneratív betegségek, amelyeket az alfa-szinuklein fehérje aggregátumainak abnormális felhalmozódása jellemez az idegsejtekben, idegrostokban vagy gliasejtekben. A szinukleopátiának három fő típusa van: Parkinson-kór (PK), Lewy-testes demencia (DLB) és multiszisztémás atrófia (MSA). Más ritka betegségek, mint például a különböző neuroaxonális disztrófiák, szintén α-szinuklein-patológiákkal rendelkeznek. Ezenkívül a boncolási vizsgálatok kimutatták, hogy a szórványosan előforduló Alzheimer-kór körülbelül 6%-a mutat α-szinuklein-pozitív Lewy-patológiát, és az Alzheimer-kór amigdaláris korlátozott Lewy-testekkel (AD/ALB) alosztályzata alá sorolható.

## Leírása
A szinukleinopátiák közös jellemzői a parkinsonizmus, a kognitív zavarok, az alvászavarok és a vizuális hallucinációk.
A szinukleinopátiák néha átfedhetik a tauopátiákat, valószínűleg a szinuklein és a tau-fehérjék közötti kölcsönhatás miatt.
A REM alvási viselkedészavar (RBD) olyan paraszomnia, amelyben az RBD-ben szenvedő egyének elveszítik az izmok bénulását (atonia), ami normális a gyors szemmozgás (REM) alvás során, és eljátsszák álmaikat, vagy más kóros mozgást vagy hangot hallanak. A rendellenes alvási viselkedés évtizedekkel minden más tünet előtt megjelenhet, gyakran a szinukleinopátia korai jeleként. A boncolás során a poliszomnográfiával megerősített RBD-ben szenvedő egyének 94-98%-ánál találtak szinukleinopátiát – leggyakrabban DLB-t vagy PD-t. A specifikus szinukleinopátia egyéb tünetei általában az RBD diagnózisát követő 15 éven belül jelentkeznek, de akár 50 évvel az RBD diagnózisát követően is jelentkezhetnek. Az alfa-szinuklein lerakódások hatással lehetnek a szívizmokra és az erekre. Szinte minden szinukleinopátiában szenvedő embernek szív- és érrendszeri diszfunkciója van, bár legtöbbjük tünetmentes.
A rágástól a székletürítésig az alfa-szinuklein lerakódások az emésztőrendszer működésének minden szintjét befolyásolják. A tünetek közé tartozik a felső gasztrointesztinális traktus diszfunkciója, mint például a gyomor késleltetett kiürülése vagy az alsó gyomor-bélrendszeri diszfunkció, mint például a székrekedés és a széklet elhúzódási ideje.
A vizeletvisszatartás, az éjszakai vizelésre ébredés, a megnövekedett vizelési gyakoriság és sürgősség, valamint a húgyhólyag túl- vagy alulműködése gyakori a szinukleinopátiában szenvedő betegeknél. A szexuális diszfunkció általában a szinukleinopátiák korai szakaszában jelentkezik, és magában foglalhatja az erekciós zavart, valamint az orgazmus vagy az ejakuláció elérésének nehézségeit.

## Diagnózis

### Differenciáldiagnózis
A Parkinson-kórban szenvedőket jellemzően kevésbé ragadják meg vizuális hallucinációik, mint a DLB-ben szenvedőket. A nyugalmi tremor incidenciája alacsonyabb DLB-ben, mint PK-ban, és a parkinsonizmus jelei DLB-ben szimmetrikusabbak. MSA-ban az autonóm diszfunkció korábban jelentkezik és súlyosabb, és koordinálatlan mozgásokkal jár, míg a vizuális hallucinációk és a fluktuáló kogníció ritkább, mint a DLB-ben. A vizelési nehézségek az MSA egyik legkorábbi tünete, és gyakran súlyosak.

### DNS károsodás
Az alfa-szinuklein modulálja a DNS-javítási folyamatokat, beleértve a DNS-kettős szál szakadások kijavítását a nem homológ végcsatlakozási útvonalon. Úgy tűnik, hogy az alfa-szinuklein DNS-javító funkciója sérül a Lewy-test zárványt hordozó neuronokban, és ez sejthalált válthat ki. A Parkinson-kór szinukleinopátiás egérmodelljeinek tanulmányozása azt mutatja, hogy az alfa-szinuklein patogenezis fokozott DNS-károsodással és a DNS-károsodási válasz aktiválódásával függ össze.